# Belaja (Imandra)
Die Belaja (russisch Бе́лая) ist ein 24 km langer Fluss in der Oblast Murmansk in Russland. Sie entfließt dem bei Kirowsk am Südrand der Chibinen gelegenen See Bolschoi Wudjawr. Die Belaja fließt entlang dem Gebirgsfuß in westlicher Richtung nördlich an Apatity vorbei und mündet schließlich in den Imandra-See. Der Flusslauf der Belaja wurde beim Bau einer Kläranlage geändert.